# Антъни Бърджес
Джон Антъни Бърджес Уилсън (на английски: John Anthony Burgess Wilson), известен като Антъни Бърджес, е британски писател, критик и композитор.

## Биография
Роден е в Манчестър и като малък учи музика. Завършил е Манчестърския университет и след 1940 г. шест години служи в армията. След като е демобилизиран, работи като учител и по-късно в министерството на образованието. Чел е лекции в университета в Бирмингам. От министерството на образованието е изпратен за шест години на остров Борнео. През времето, прекарано там, той написва своите първи три романа, които са известни със сборното име „Малайска трилогия“. След завръщането си в Европа Бърджис се посвещава на писането, като през 1961 г. излиза романът му „Портокал с часовников механизъм“. По него през 1971 г. Стенли Кубрик прави екранизация.
Независимо от признанието, което Бърджис получава като писател, той твърди, че би предпочел да бъде считан за композитор. Освен множество инструментални пиеси, той е автор и на симфонии, които са били изпълнявани публично. Като съчетание от двете си артистични призвания той използва музикални композиции, за да структурира свои текстове: Napoleon Symphony: A Novel in Four Movements (1974) следва Героическата симфония на Бетховен, а Mozart and the Wolf Gang (1991) имитира композиция от Моцарт. Деветата симфония на Бетовен е значим елемент в романа и в екранизацията „Портокал с часовников механизъм“.

### Романи
- Time for a Tiger (1956)
- The Enemy in the Blanket (1958)
- Beds in the East (1959)
- The Right to an Answer (1960)
- The Doctor is Sick (1960)
- The Worm and the Ring (1960)
- Devil of a State (1961)
- (as Joseph Kell) One Hand Clapping (1961)
- A Clockwork Orange (1962)
Портокал с часовников механизъм, прев. Мариана Мелнишка. Варна: „Георги Бакалов“, Библиотека „Галактика“, 1991, 172 с.
- The Wanting Seed (1962)
Непокорното семе, прев. Надежда Розова. Варна: „Сиела“, 2021, 303 с.
- Honey for the Bears (1963)
- (под името Joseph Kell) Inside Mr. Enderby (1963)
Ендърби, кн. 1: Ендърби отвътре, прев. Аглика Маркова. София: Изток-Запад, 2018, 240 с. ISBN 978-619-01-0348-6
- The Eve of St. Venus (1964)
- Nothing Like the Sun: A Story of Shakespeare's Love Life (1964)
Очи със слънце несравними, София: Изток-Запад, 2019 ISBN 978-619-01-0469-8
- A Vision of Battlements (1965)
- Tremor of Intent: An Eschatological Spy Novel (1966)
- Enderby Outside (1968)
Ендърби отвън, прев. Аглика Маркова. София: ИК „Изток-Запад“, 2018, ISBN 978-619-01-0538-1
- M/F (1971)
- Napoleon Symphony: A Novel in Four Movements (1974)
- The Clockwork Testament, or Enderby's End (1974)
- Beard's Roman Women (1976)
- Abba Abba (1977)
- 1985 (1978)
- Man of Nazaret (1979)
- Earthly Powers (1980)
- The End of the World News: An Entertainment (1982)
- Enderby's Dark Lady, or No End of Enderby (1984)
- The Kingdom of the Wicked (1985)
- The Pianoplayers (1986)
- Any Old Iron (1988)
- Mozart and the Wolf Gang (1991)
- A Dead Man in Deptford (1993)
- Byrne: A Novel (роман в стихове) (1995)

### Повести и разкази
- The Muse
- The End of the World News

### Поезия
- Moses: A Narrative (1976) (поема)
- Revolutionary Sonnets and Other Poems, ed. Kevin Jackson (стихосбирка) (2002)
- Byrne (1995) (роман в стихове)

### Книги за деца
- A Long Trip to Tea Time (1976)
- The Land Where The Ice Cream Grows (1979)

### Биографии
- Shakespeare (1970)
Шекспир. София: Народна култура, 1983, 247 с.
- Ernest Hemingway and his World (1978), публикувана и под заглавието Ernest Hemingway
- Flame into Being: The Life and Work of D. H. Lawrence (1985)

### Автобиографии
- Little Wilson and Big God, Being the First Part of the Confessions of Anthony Burgess (1986)
- You've Had Your Time, Being the Second Part of the Confessions of Anthony Burgess (1990)

### Изследвания по езикознание
- Language Made Plain (1964)
- A Mouthful of Air: Language and Languages, Especially English (1992)

### Изследвания по литературознание
- English Literature: A Survey for Students (1958, допълнено 1974)
- The Novel To-day (1963)
- The Novel Now: A Student's Guide to Contemporary Fiction (1967)
- Scrissero in Inglese (1979) (единствено италианско издание)
- Ninety-Nine Novels: The Best in English since 1939 – A Personal Choice (1984)

### Книги върху Джеймс Джойс
- Here Comes Everybody: An Introduction to James Joyce for the Ordinary Reader (1965)
- Joysprick: An Introduction to the Language of James Joyce (1973)

### Книги върху музика
- This Man and Music (1982)
- On Mozart: A Paean for Wolfgang, Being a Celestial Colloquy, an Opera Libretto, a Film Script, a Schizophrenic Dialogue, a Bewildered Rumination, a Stendhalian Transcription, and a Heartfelt Homage upon the Bicentenary of the Death of Wolfgang Amadeus Mozart (1991)

### Сборници с журналистически текстове
- Urgent Copy: Literary Studies (1968)
- Homage to Qwert Yuiop: Selected Journalism 1978 – 1985 (1986), преиздавана и под заглавието But Do Blondes Prefer Gentlemen?: Homage to Qwert Yuiop and Other Writings
- One Man's Chorus: The Uncollected Writings, ed. Ben Forkner (1998)

## За него
- Carol M. Dix, Anthony Burgess (British Council, 1971. Northcote House Publishers, ISBN 978-0-582-01218-9)
- Robert K. Morris, The Consolations of Ambiguity: An Essay on the Novels of Anthony Burgess (Missouri, 1971, ISBN 978-0-8262-0112-6)
- A. A. Devitis, Anthony Burgess (New York, 1972)
- Geoffrey Aggeler, Anthony Burgess: The Artist as Novelist (Alabama, 1979, ISBN 978-0-8173-7106-7)
- Samuel Coale, Anthony Burgess (New York, 1981, ISBN 978-0-8044-2124-9)
- Martine Ghosh-Schellhorn, Anthony Burgess: A Study in Character (Peter Lang AG, 1986, ISBN 978-3-8204-5163-4)
- Richard Mathews, The Clockwork Universe of Anthony Burgess (Borgo Press, 1990, ISBN 978-0-89370-227-4)
- John J. Stinson, Anthony Burgess Revisited (Boston, 1991, ISBN 978-0-8057-7000-1)
- Paul Phillips, The Music of Anthony Burgess (1999)
- Paul Phillips, „Anthony Burgess“, Grove Dictionary of Music and Musicians|New Grove Dictionary of Music and Musicians, 2nd ed. (2001)
- Paul Phillips, A Clockwork Counterpoint: The Music and Literature of Anthony Burgess (Manchester University Press, 2010, ISBN 978-0-7190-7204-8)